# 楊雅筑
楊雅筑（1990年8月5日—），是臺灣的演員。
她於就讀小學六年級時，參演於偶像劇《貧窮貴公子》，因而進入演藝圈。後來，她經常參演於歌曲影片等戲劇作品。2018年後，她以於《女兵日記》、《女力報到》等飾李淑靜角色之演出，廣受大眾關注，她也是非常喜歡喝酒的人，也因此考取品酒師證照，興趣就是喝酒。

## 演出作品

### 電視劇
| 年份   | 頻道                | 劇名                      | 飾演               |
| ------ | ------------------- | ------------------------- | ------------------ |
| 2001年 | 華視                | 貧窮貴公子                | 五妹（山田家次女） |
| 2001年 | 台視                | 薰衣草                    | 小雨               |
| 2002年 | 三立台灣台          | 戲說台灣─少年廖添丁       | 近藤直子           |
| 2002年 | 民視                | 世間路                    | 小宝菊             |
| 2003年 | 台視                | 名揚四海                  | 美麗（幼時）       |
| 2003年 | TVBS-G              | 七年級生                  | 凌玟               |
| 2003年 |                     | 含羞草                    | 雅                 |
|        |                     | 浪子回頭                  |                    |
| 2004年 | TVBS-G              | 香草戀人館                | 劉庭庭             |
| 2004年 | 民視                | 追風少年                  | 林怡柔             |
| 2005年 | 公視                | 侦探物语                  | 小艾               |
| 2006年 | 中視                | 星蘋果樂園                | 孟欣               |
| 2006年 | 公視                | 公視人生劇展─芒草花在唱歌 | 阿雲               |
| 2007年 |                     | 剑道爱                    |                    |
| 2008年 | 台視                | 敗犬女王                  | 韓佳佳             |
| 2008年 | 公視                | 公視人生劇展─公寓春光     | 嘉美               |
| 2010年 | 台視                | 飯糰之家                  | 小魚               |
| 2011年 | 台視                | 姊妹                      | 小蘭               |
| 2012年 | 台視                | 東華春理髮廳              | 陳玉蘭             |
| 2013年 | 民視                | 廉政英雄：決戰時刻        | 楚敏慧             |
| 2014年 | 台視                | 再說一次我願意            | 高雨柔             |
| 2015年 | 衛視電影台          | 結婚禁行曲                | Apple／Angel       |
| 2016年 | 三立都會台          | 大人情歌                  | 小美               |
| 2017年 | 酷瞧                | 恐怖高校劇場之直播中二間  | 女鬼               |
| 2018年 | TVBS歡樂台          | 女兵日記                  | 李淑靜             |
| 2018年 | TVBS歡樂台          | 女兵日記女力報到          | 李淑靜             |
| 2019年 | TVBS歡樂台          | 女力報到－小資女上班記    | 李淑靜             |
| 2020年 | TVBS歡樂台          | 女力報到－愛神出任務      | 李淑靜             |
| 2020年 | TVBS歡樂台          | 女力報到－最佳拍檔        | 李淑靜             |
| 2020年 | TVBS歡樂台          | 女力報到－正好愛上你      | 李淑靜             |
| 2020年 | TVBS歡樂台          | 女力報到－最美的約定      | 李淑靜             |
| 2020年 | TVBS歡樂台          | 女力報到－好運到          | 李淑靜             |
| 2021年 | TVBS歡樂台          | 女力報到－愛情公寓        | 李淑靜             |
| 2021年 | TVBS歡樂台          | 女力報到－男人止步        | 李淑靜             |
| 2021年 | TVBS歡樂台          | 女力報到－男人止步2       | 李淑靜             |
| 2021年 | TVBS歡樂台          | 女力報到－愛的故事        | 李淑靜             |
| 2021年 | TVBS歡樂台          | 機智校園生活              | 李淑靜             |
| 2022年 | 中視、中天娛樂台    | 台灣X檔案                 | 李淑靜／趙小紅     |
| 2022年 | 公視、MyVideo、台視 | 茁劇場－綠島金魂          | 船上母子           |

### 電影
- 2014《鐵獅玉玲瓏》飾:玲瓏三姐妹的冰冰
- 2017《綁架者》飾:鄧家欣

### MV
- Energy–《某年某月某一天》
- Energy–《眼淚的味道》
- 劉若英–《開始的那句話》
- 元衛覺醒–《靠近》
- 言承旭–《地心引力》
- F.I.R–《Fly Away》
- 2020年 TVBS防疫多點愛 微笑的力量

## 廣告
- 台灣大哥大「愛KA401」
- 黑松沙士

## 外部連結
- 楊雅筑 Ya Zhu Yang的Facebook專頁
- 楊雅筑的Instagram帳戶
- 楊雅筑在香港影庫上的簡介
- 楊雅筑在豆瓣上的资料（简体中文）
- 楊雅筑在时光网上的簡介（简体中文）